# Horhausen
Horhausen è un comune di 289 abitanti della Renania-Palatinato, in Germania.

Appartiene al circondario (Landkreis) Rhein-Lahn-Kreis (targa EMS) ed è parte della comunità amministrativa (Verbandsgemeinde) di Diez.